# Тургеля Михайло Миколайович
Турге́ля Миха́йло Микола́йович (іноді Турге́ль), рос. Тургеля Михаил Николаевич (*5 грудня 1909, Новомиргород — †20 березня 1975, Ленінград) — Герой Радянського Союзу, гвардії старший лейтенант, ад'ютант, старший 2-го стрілецького батальйону 78-го гвардійського стрілецького полку 25-ї гвардійської Синельниківської Червонопрапорної стрілецької дивізії 6-ї армії, учасник форсування Дніпра.

## Біографія

Меморіальна дошка на батьківщині Тургелі М. М.

Народився 5 грудня 1909 року в м. Новомиргороді Єлисаветградського повіту Херсонської губернії. В 1937 році закінчив Ленінградський інститут водного транспорту. Працював старшим інженером-конструктором на заводі в Ленінграді, у Дніпропетровську на заводі імені Петровського. Вступив до лав Радянської Армії у березні 1942 році, цього ж року закінчив курси молодших лейтенантів.
На фронті з січня 1943 року. Під час переправи через Дніпро взяв командування на себе і забезпечив успішне відбивання контратак німецької армії. Був контужений, проте продовжував керувати боєм. Резолюцією командира фронту генерала армії Р. Я. Малиновського був представлений до звання героя Радянського Союзу. Нагороджений орденом на підставі указу від 19 березня 1944 року.
Після війни служив у МВС. З 1954 року — майор в запасі. Жив та працював в Ленінграді у проектному інституті. Нагороджений орденами Леніна, Вітчизняної війни 1 та 2 ступенів, Червоної Зірки, медалями.
Помер 20 березня 1975 року. Похований на Красненькому цвинтарі в Санкт-Петербурзі.

## Пам'ять
- На будівлі Новомиргородської ЗОШ № 2 Михайлу Тургелі встановлено меморіальну дошку.
- В лютому 2016 року один з провулків Новомиргорода перейменовано на пров. Михайла Тургелі.